# めぐり逢い (フォーリーブスの曲)
「めぐり逢い」（めぐりあい）は、1976年1月21日にCBS・ソニー（現：ソニー・ミュージックレーベルズ）から発売されたフォーリーブスの29枚目のシングルである。

## 収録曲
1. めぐり逢い
作詞：片桐和子　作曲：いずみたく　編曲：宮本光雄
2. 誘い
作詞：片桐和子　作曲：いずみたく　編曲：宮本光雄